# Spirale dynamique
La spirale dynamique (Spiral Dynamics en anglais) est un modèle imagé de l'évolution par stades de la conscience humaine et des systèmes de valeurs.  Ce modèle présente différentes étapes de développement humain, chacune caractérisée par des valeurs, des croyances, des modes de pensée et des rapports à la réalité (weltanschauung, vision du monde) développés par les êtres humains tout au long de l'évolution.
Le concept de spirale dynamique a été développé par Don Beck et Chris Cowan sur la base des théories de Clare W. Graves et présenté en 1996 dans un livre du même nom (dernière édition en 2014). Le modèle a été initialement conçu pour communiquer les idées de Graves à un public de managers, mais, de par sa facilité à appréhender la culture et la psyché des groupes humains, il a également trouvé d'autres promoteurs et cibles.

## Origine du concept
En 1952, un chercheur en psychologie, Clare W. Graves, débute une recherche sur ce qu’il appelle dans un premier temps la « théorie des niveaux d’existence humaine ». Son objectif est de comprendre pourquoi les réactions et les motivations des individus sont si variées. En 1966, il publie une première ébauche de ses résultats, conceptualisant des niveaux de conscience organisés hiérarchiquement. Il continue à affiner son modèle et arrive en 1974 à une échelle en huit niveaux organisée en deux cycles, le premier comptant six niveaux et le second deux niveaux.
Selon lui, l’humanité a inventé progressivement au cours de son histoire chacun de ces niveaux et, de l’enfance à l’âge adulte, chaque être humain passe d’un stade à l’autre jusqu’à se stabiliser, le plus souvent au niveau dominant dans sa culture. Le passage au 7e niveau correspondant à un changement beaucoup plus radical (les termes second tier - quantum leap ou saut quantique servent à qualifier ce changement) et est en cours, en raison notamment des urgences écologiques.
Beck et Cowan, deux universitaires formés par Graves, proposent dans leur livre de 1996 une représentation visuelle de ces stades sous forme de spirale de couleur. Par analogie avec ce qu’on trouve dans la nature (coquillage, ADN, constellations,…), ils choisissent d’utiliser une spirale pour symboliser les stades de Graves. La spirale est à la fois « Expansive, ouverte, continue et dynamique ». La forme de la spirale fait pour eux aussi écho à la nature de la pensée, à la fois en évolution continue et revenant cycliquement à son point de départ pour y prendre appui. La formulation anglaise spiral dynamics aurait dû être traduite en français par dynamique en spirale au lieu de spirale dynamique.
Selon les mots de Graves : « La psychologie de l'être humain mature est un processus en spirale évolutif, émergent et oscillant, marqué par la subordination progressive des systèmes de comportement plus anciens à des systèmes plus récents et d'ordre supérieur à mesure que les problèmes existentiels de l'individu changent. »
Beck et Cowan déposent le terme Spiral Dynamics au National Values Center, Inc. Sous ce nom, leur société, le Spiral Dynamics Group, Inc. promeut l'usage de cette représentation pour aborder les questions de management.

## La conscience évolue par stades
Se référant aux observations de Graves, la Spirale Dynamique incarne et figure la conception selon laquelle les gens passent par différents niveaux de conscience au cours de leur vie individuelle ainsi qu'au cours de l'histoire humaine. Ces stades ou niveaux font qu’ils mobilisent différentes formes de sentiments et de pensées (visions du monde) relativement incompatibles entre elles. Lorsqu’on vit dans une culture, on n'a pas conscience de l’existence d’autres modes d’appréhension du réel que ceux qui y prédominent, ce qui fait qu'on a tendance à considérer ceux de sa propre culture comme universels et intemporels. Frédéric Laloux l'illustre en soulignant que, jusqu’au moyen âge et depuis l’antiquité, les hommes ont été convaincus que les femmes et hommes n’avaient pas le même nombre de dents. Ce n’est qu’avec l’émergence de la pensée scientifique et rationnelle puis son installation comme mode dominant d’appréhension du monde en occident qu’il nous est devenu évident « qu’il suffit de compter pour le savoir ». Laloux conclut que la pensée rationnelle, dominante culturellement actuellement n’était pas spontanée pour nos ancêtres et pose pour hypothèse que les modes de pensée qui vont à l'avenir s'imposer seront tout autant distants de nos modes de pensée actuels que la pensée rationnelle serait apparue étrange à un humain du Moyen Âge ou de l'antiquité,.
C’est lorsqu’ils sont confrontés à des circonstances particulièrement pressantes que les hommes s'avèrent capables de développer de nouvelles visions du monde, un nouveau cadre d’appréhension du réel, afin que de nouveaux problèmes, insolubles avec le cadre de référence ancien, puissent être traités. C’est donc l'évolution des exigences de l'environnement naturel et social et des difficultés auxquelles l’humain a à faire face qui a déterminé l’apparition successive des différents « modèles », qui existent aujourd’hui dans l'esprit des gens et déterminent leur attitude générale envers la vie ainsi que les grandes caractéristiques de leur vision du monde (voir les exemples ci-dessous). Selon l'idée de la spirale dynamique, chacun de ces nouveaux modèles intègre tous les modèles précédents, du moins dans le cas d’une expression saine du niveau de la spirale.

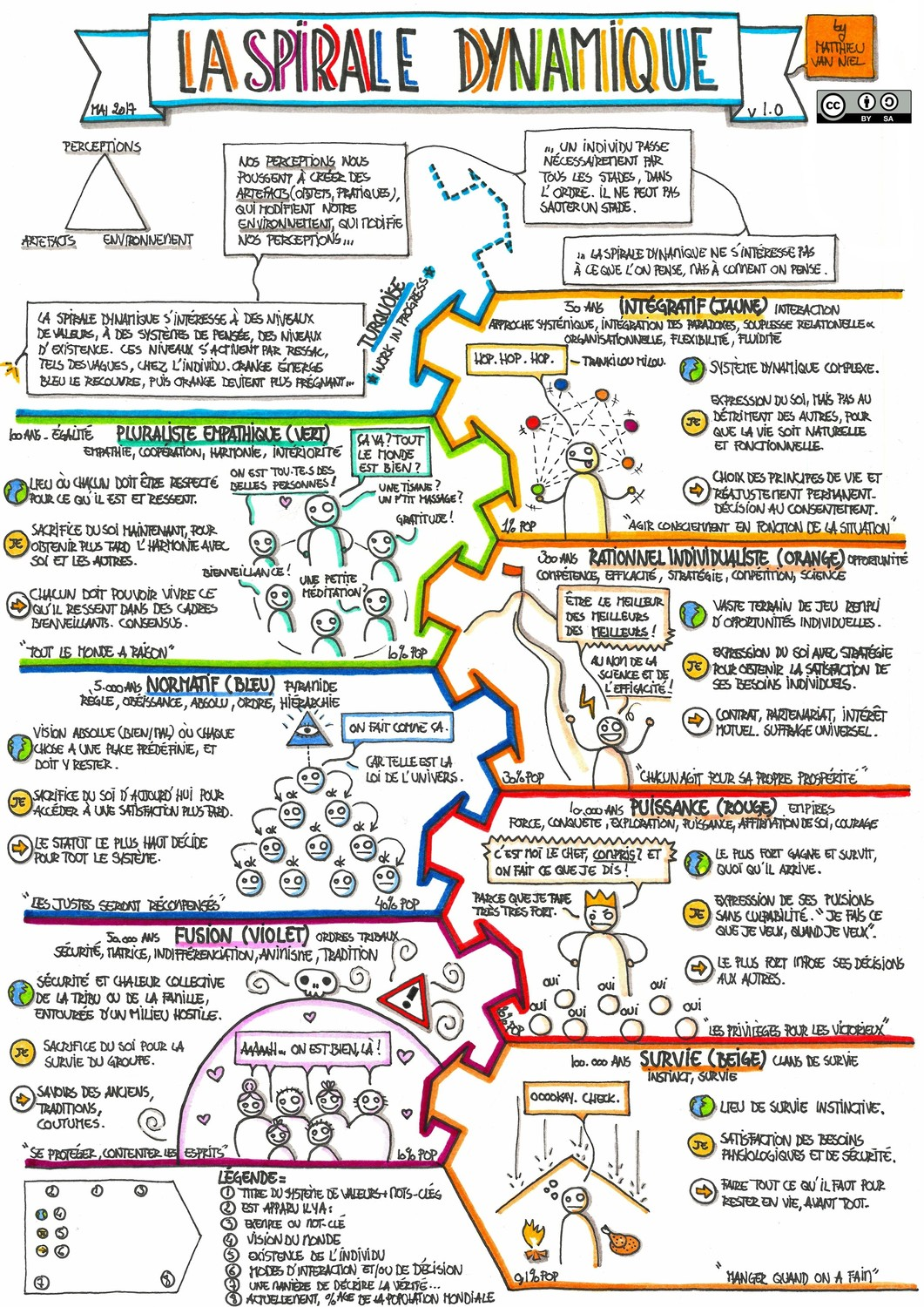
Représentation synthétique de la spirale selon Matthieu Van Niel. CC By SA

Selon Beck et Cowan, ces modèles conceptuels sont organisés en « mèmes de valeur » (abréviation VMeme). Le mème est l’équivalent sur le plan culturel du gène biologique. Il dénote un certain contenu de conscience (par exemple une pensée ou dans ce cas-ci une vision intégrée du monde) qui est transmis par la communication et ainsi reproduit dans la communauté.
La représentation graphique permet en outre de distinguer deux versants de la spirale. Cela renvoie à une alternance d’évolution entre des systèmes de valeurs axés sur le sacrifice de soi au bénéfice du collectif et des systèmes de valeurs individualistes, privilégiant l’expression du soi.

## Les niveaux de la spirale et le code couleur
Les niveaux et codes couleurs suivants sont les plus communément admis,.

### AN-Beige: Mode archaïque, instinctif, déterminé pour la survie, autonomie
Présent depuis le Paléolithique moyen (100 000 avant J-C).
Il s'agit du niveau de survie de base pour lequel est priorisée l’obtention de la nourriture, de la chaleur, du sexe et de la sécurité. La survie s’appuie sur l’utilisation des habitudes et instincts. Un soi distinct est à peine présent et l’individu ne développe pratiquement aucun effort pour le préserver[réf. nécessaire]. Constitution de bandes orientées vers la survie. Présent chez : les premières formes sociales humaines, les nouveau-nés, des personnes âgées séniles, des personnes touchées par la maladie d'Alzheimer à un stade avancé, des traumatisés extrêmes.
Évalué à 0,1 % de la population adulte, pour 0 % du pouvoir dans la société.

### BO-Violet: la pensée est animiste, tribaliste, magique-animiste
Présent depuis le Paléolithique moyen (50 000 avant J-C).
La pensée est animiste : croyance en la présence d’esprits magiques, bons comme mauvais, susceptibles d’entraîner des malédictions ou des bénédictions qui vont déterminer le cours des événements. S’organisent en tribus ethniques associée à des esprits issus des ancêtres qui maintiennent l’ordre social. C’est la parenté et les liens de sang qui établissent des liens politiques. La vision peut être dite « atomiste » : chaque virage dans la rivière reçoit un nom, alors qu’il n’y a pas de nom pour la rivière. Prééminence des liens de sang. Présent chez les peuples organisés autour de croyances en les malédictions vaudoues, des rituels inscrits dans le sang, de l’usage de grigris porte-bonheur, de rituels familiaux, de croyances ethniques et superstitions; forte dans les pays du Tiers-Monde, les gangs, les équipes sportives et les « tribus » d'entreprises.
Évalué à 10 % de la population, pour 1 % du pouvoir.

### CP-Rouge: Dieux de la violence égocentriques et exploiteurs
Présent depuis 7000 avant J-C.
Première apparition d'un soi distinct de la tribu ; expression de sa puissance autonome, de son impulsivité égocentrique, affirmation héroïque. Croit en l’existence d’esprits mythiques, animaux et d’hommes surpuissants. Les seigneurs féodaux protègent les subalternes en échange de l'obéissance et du travail. Apparition de structure dichotomique du pouvoir, à la base des empires féodaux où le pouvoir et la gloire sont valorisés. Le monde est vu comme une jungle pleine de menaces et de prédateurs. Conquiert, trompe et domine ; profite au maximum sans regret ni remords.
Présent dans : l'enfant de deux ans qui s’affirme, la jeunesse rebelle, les rivalités de voisinages, les royaumes féodaux, les héros épiques, les méchants dans James Bond, Atilla, …
20 % de la population, 5 % du pouvoir.

### DQ-Bleu: absolutiste, obéissant, mythique, ordonné, déterminé, autoritaire
Présent depuis 3000 avant J-C.
C’est le niveau de la règle et du conformisme. La vie a un sens, une direction et un but, ce qui nous arrive est déterminé par la toute-puissance d’un Autre ou d’un Ordre. Cet Ordre vertueux impose un code de conduite basé sur des principes qui ne se discutent pas et sont invariables, délimitant le bien et le mal. Violer le code ou les règles a de graves répercussions, peut-être éternelles. Suivre le code rapporte des récompenses pour ceux qui sont de bons croyants. C’est la base des anciennes nations, construites sur une hiérarchie rigide, souvent paternaliste. Pour toute chose, il y a une bonne façon de penser. La loi et l'ordre priment ; l'impulsivité se doit d’être contrôlée par le sentiment de culpabilité qui frappera celui qui transgresse. Les croyances, de type littéral, imposent une obéissance sans limite. Si le modèle est souvent religieux et absolutiste, il s’applique aussi à des modèles athées ou laïcs qui refuseraient toute transgression ou divergence de vue.
Présent dans l’Amérique puritaine, la Chine confucéenne, la France de Vichy, les fondamentalismes religieux, les partis construits sur un patriotisme guerrier et intransigeant.
40 % de la population, 30 % du pouvoir.

### ER-Orange: le niveau de la réalisation individuelle, scientifique et rationnelle mais aussi stratégique
Présent clairement depuis 1700 selon Wilber, (déjà en 600 après J-C selon Graves et Calhoun).
À ce stade, le moi s’extirpe (à nouveau, comme rouge avant par rapport au niveau beige) de la mentalité grégaire du bleu, et cherche la vérité et le sens en termes individualistes. C’est le règne de la pensée hypothético-déductive, de la preuve administrée dans un cadre expérimental, des représentations mécanistes. C’est le règne du scientifique au sens classique. Le monde est vu comme devant se conformer au modèle d’une machine rationnelle et bien huilée. Celui qui comprend les lois de fonctionnement et les maîtrise n’hésitera pas à les manipuler pour ses propres fins. Fortement orienté vers la réalisation individuelle, en particulier traduite par des gains matériels. Les lois de la science devraient à terme gouverner tant la politique que l'économie et les comportements humains qui sont censés rester rationnels. Le monde est un échiquier sur lequel les plus malins gagnent et profitent des autres. 
Présent dans : Les Lumières, Wall Street, les classes moyennes émergentes à travers le monde, la chasse aux trophées sportifs et olympiques, le colonialisme, l'industrie de la mode, le matérialisme, la recherche du profit du monde libéral.
30 % de la population, 50 % du pouvoir.

### FS-Vert: relativiste, personnalisé, communautaire, égalitaire
Présent depuis 1850 (bourgeonnant au début du XXe siècle).
Vert, c’est l’être sensible. Retour vers le communautaire, importance du lien humain, apparition d’une forte sensibilité écologique, de la logique du réseautage. Retour en grâce des émotions, apparition de préoccupations éthiques (à ne pas confondre avec la morale, bleue), sensibilité au corps, au féminin, à la terre. Croyance que l'esprit humain doit être libéré de la cupidité (orange), mais aussi du dogme (bleu) et de la division (rouge). Les sentiments et le souci d’autrui remplacent la rationalité froide. Forte opposition à toute forme de hiérarchie ; volonté d’établir des relations d’égal à égal, condition d’une authenticité relationnelle souhaitée, que des forts écarts socioéconomiques rendent impossibles. Moi ouvert aux autres, relationnel, souhait de rencontre d’autres cultures, d’autres groupes « qui ont le droit d’être comme ils sont ». Accent sur le dialogue, les relations. Construction communautaire sur la base de valeurs partagées (nous éprouvons la même chose face aux travers du monde, donc nous formons communauté). Volonté de respecter chacun qui peut entraîner une difficulté à décider ensemble en un temps court ou une tyrannie de fait du minoritaire sur le groupe[pas clair]. La spiritualité (dénigrée en Orange) est revisitée comme un vecteur d’harmonie. Elle s’incarne dans le corps (bouddhisme et christ incarné), fonde de nouveaux liens où la dimension corps-esprit (vertical) et communautaire (horizontal) reprend son sens. La science classique n’est plus la seule porte d’accès à la connaissance : du fait qu’elle ne s’applique que difficilement à la vie intérieure elle est suppléée par un retour en légitimité de l’introspection et une revalorisation de l’intuition, des arts expressifs. Fortement égalitaire, anti-hiérarchie, empreinte de pluralisme, prise de conscience de la construction sociale de la réalité et donc de l’intrication du subjectif et de l’objectif. Les systèmes de valeurs sont conçus comme relativistes ; ils sont propres aux cultures qui les portent. Les pratiques artistiques permettent le déploiement d’une pensée subjective et non linéaire empreinte de chaleur affective et sont susceptibles d’aider ceux qui s’adonnent à découvrir des dimensions cachées de la réalité. Appréciation de la terre, de Gaïa, de la vie.
Présent dans : L’écologie profonde, la pensée postmoderne, la psychologie humaniste, la théologie de la libération, les mouvements végans et pour les droits des animaux, l’écoféminisme. En France, c’est Foucault / Derrida, Colibris et Pierre Rabhi, la mindfulness.
10 % de la population, 15 % du pouvoir.

### GT (A'N')-Jaune / opale: systémique - intégratif
Présent depuis environ 1950.
Le soi est ce qu'il veut être dans le respect des autres et de la vie en général, le but n'étant pas de seulement promouvoir sa propre vie. Valorisant la pensée non duelle, capable d'intégrer et d'inclure toutes les perspectives, sans peur d'une hiérarchie saine, et donc vraiment capable de diriger.
Selon Laloux, c'est le stade où à la fois on commence à se désidentifier de son ego et où on est capable de mieux écouter des voix intérieures, on renonce à un besoin de contrôle comme au souci de l'apparence et de la conformité sociale. On fait confiance à la vie tout en étant pleinement investi, mais sans rigidité. Les échecs sont vus comme des opportunités de croissance. On cherche des espaces d'authenticité et un alignement à une mission de vie spécifique.
Début du 21e siècle, on estime qu'environ 1 % de la population mondiale et environ 5 % des structures de pouvoir appartiennent à ce niveau.

### HU (B'O')-Turquoise: holistique
Présent depuis environ 1970.
Un système dans lequel il n'y a plus de recherche de résultat mais l'établissement d'une relation intime, amoureuse avec la Conscience supérieure universelle, Dieu, le Tout, l'Univers, la Source, l'Amour. Cette relation ne se forge plus vers ou à partir de l'extérieur de soi mais vers et à partir de l'intérieur de soi. Cette relation ouvre les portes de l'essentiel, donc de l'illimité, de la réalisation.

### IV (C'P')-Corail
Se développerait à partir des exigences des conditions de vie turquoise. Pourrait être associé à la sainteté, voire à la divinité. Les archétypes des êtres Corail pourraient être les grands, les avatars de Dieu (incarnations de Dieu) qui inspirent aujourd'hui l'humanité comme Jésus ou Krisna.

### Le choix des couleurs
Butter rapporte que Cowan a voulu distinguer des couleurs froides d'un côté, des couleurs chaudes de l'autre, respectivement pour évoquer la mise entre parenthèses du soi et son expression forte. Les couleurs auraient eu pour Cowan une signification particulière : par exemple, le beige renverrait à la couleur de la savane habitée par les peuples premiers, la couleur rouge évoque la violence du moi qui veut dominer, le turquoise renvoie à la couleur de la terre vue du ciel, symbolisant l'absence de perspective terrestre.

## La question de la hiérarchie et la prise en compte de la dimension spirituelle
Le concept de Spirale Dynamique est basé sur le travail du psychologue américain Clare W. Graves.
« Je ne dis pas dans cette conception du comportement adulte qu'un « style d'être », une forme d'existence humaine est inévitablement et en toutes circonstances supérieur ou meilleur qu'une autre forme d'existence humaine, qu’un autre style d'être. Ce que je dis, c'est que lorsqu'une forme d'être est en meilleure adéquation aux réalités de l'existence, alors c'est la meilleure forme de vie pour ces réalités. Et ce que je dis, c'est que lorsqu'une forme d'existence cesse d'être fonctionnelle pour les réalités de l'existence [présentes et dominantes], alors une autre forme, supérieure ou inférieure dans la hiérarchie, devient la meilleure forme de vie. Je suggère, cependant, et je le crois profondément, que, pour le bien-être global de l’humain dans son ensemble et à long terme, des niveaux supérieurs sont meilleurs que des niveaux inférieurs et que le premier objectif de toute société devrait être de promouvoir le mouvement humain vers les niveaux supérieurs de [ce modèle de] l'existence humaine. » - Clare W. Graves
La théorie originale de Clare Graves est connue sous le nom de « modèle cyclique émergent à double hélice du développement de systèmes biopsychosociaux pour adultes » ou plus simplement : la théorie des niveaux d'existence (ECLET). Le terme valeur mème (Vmème), introduit par Beck et Cowan n’était pas utilisé par Graves pas plus que l’usage des couleurs. Graves a utilisé des paires de lettres pour décrire chaque niveau de son modèle de développement, et il n'avait aucun rapport avec la « mémétique ». Beck et Cowan mettent l'accent sur les « états changeants » de la théorie de Graves. Ils marquent des repères sur le chemin de la transformation entre les niveaux. La théorie originale de Graves utilise un modèle à double hélice pour montrer les interrelations entre la cognition individuelle concernant les conditions de vie et le système neuronal des individus qui détermine le niveau d'existence mentale.
Cowan a voulu rester proche de la pensée de Graves et considère que la spirale dynamique fait partie de cet héritage, alors que Beck a souhaité que la spirale développe sa propre vie et continue d'évoluer après la disparition de Graves. Aussi, en 2001, après que les deux chercheurs se sont séparés, Beck se rapproche de Wilber qui venait de publier a theory of everything.  Beck considère que le modèle AQAL de Wilber permet d’étendre les applications de la spirale dynamique dans plusieurs champs. La collaboration avec Wilber donne une notoriété supplémentaire au modèle de Graves et à la spirale au travers de la communauté intégrale. Beck considère qu’au-delà du modèle Gravésien, une conception intégrale de la SD est utile et légitime et parle alors de Spiral Dynamics Integral (SDI) pour décrire ce qu'il considère être une troisième évolution des notions fondées par Graves.
Les deux penseurs se sont par la suite éloignés, Beck réfutant l’intérêt de Wilber pour une conception de la spirale dynamique accordant une place centrale à la spiritualité et Wilber ne voyant pas l'intérêt d'approfondir les preuves de corrélats physiologiques des niveaux de conscience.
Certains penseurs chrétiens ont cependant voulu intégrer les stades d’évolution de la conscience de la SD à leur vision de la spiritualité. Ainsi, Sanguin pense qu'à mesure que nous atteignons des niveaux supérieurs de développement psycho-spirituel (le niveau turquoise en termes de Dynamique Spirale), nos conceptions religieuses évoluent et qu’un croyant doit le reconnaître et le souhaiter,. D'autres auteurs suivent la même voie,.

### Influences
Au delà de Graves, on voit l'influence de Ken Wilber, de Dawkins pour le concept de mème, d'Arthur Koestler et sa notion de Holon.

### Dérives pathologiques des mèmes
Don Beck et Ken Wilber (qui promeut à la fois la dynamique spirale et la théorie intégrale) croient que chaque mème de valeur peut développer des versions saines ou malsaines (pathologiques). Ils choisissent de marquer le caractère malsain par la préposition mean (qui signifie à la fois moyenne et maligne en anglais) ; par exemple « Mean Green Meme » (MGM) ou « Mean Orange Meme » (MOM) font référence aux évolutions négatives des stades vert et orange. L'ajout du mot Mean est destiné à souligner que le mème orange va s'exprimer en des formes extrêmes malsaines, c'est le cas d'un capitalisme orienté vers l'exploitation outrancière d'autrui, une indifférence à la dégradation de l'environnement et un éloignement marqué vis-à-vis de valeurs éthiques et de toute sensibilité au sort des personnes. Similairement, le MGM sur-développe des tendances du vert et en fait des défauts, tels que des positions anti-hiérarchie et anti-concurrence sans nuance, qui auront pour résultat d'empêcher l'expression de personnes qui ne sont pas au niveau vert en niant leurs limitations ou en étant aveugle aux rapports de forces.
Le « Mean Green Meme » fait donc référence à l'idéalisation des pensées du niveau vert et à la négation des aspects positifs de pensées des niveaux orange et bleu, telle une pensée et une action prenant en compte le profit, ou simplement une vision positive des lois, des États constitutionnels et des États-nations. Selon les prévisions de Wilber en particulier cette forme d'expression du mème vert va dès lors ouvrir la voie à l'apparition et à l’installation de «courants inférieurs» comme le niveau rouge (violence, recherche de pouvoir par l'intimidation physique, criminalité). Ceci explique la virulence de Wilber à l'égard du mème vert.
Cependant, le co-auteur de Spiral Dynamics, Chris Cowan, de même que sa partenaire, Natasha Todorovic, nient qu'il existe des preuves crédibles de l'existence du Mean Green Meme (MGM) et pensent qu'il s'agit d'une interprétation erronée de la théorie de Graves. De nos jours, au dire de la communauté intégrale, les effets MGM semblent de plus en plus reconnaissables et la position de Cowan et Todorovic semble mise à mal.

#### Exemples
Une personne avec une vision du monde beige le décrirait ainsi :
« Ma vie, c'est d'abord la survie. Je dois satisfaire mes besoins biologiques humains. Je vis - comme les autres animaux - de ce que la nature a à offrir. Mon corps me dit quoi faire. Je réagis à ce que mes sens disent à mon cerveau ».
Une personne avec une vision du monde pourpre pourrait la décrire ainsi :
« Ma conscience, mon expérience intérieure est diverse. Je vis dans une association sociale. Nous recherchons la sécurité de notre peuple à travers la connexion dans la famille et avec des esprits magiques. Nous avons des rituels et des cérémonies. Nous essayons de vivre en harmonie avec la nature ».
La vision du monde (redéveloppée) rouge (mais qui inclut les deux anciennes) peut être formulée comme suit :
« La vie est une jungle dans laquelle seuls les plus forts survivent. Je soumets d'autres personnes et la nature. Je suis immédiatement en train de suivre mes sentiments et mes pulsions et je me bats sans regrets ni sentiments de culpabilité. J'ai du respect. Bien sûr, j'appartiens à mon clan, mais je ne fais que ce qui est bon pour moi ».

#### Applications
En plus de la commercialisation internationale du livre du même nom, cette théorie est utilisée pour l'analyse du développement culturel, en particulier dans des régions en conflit et pour la prise de décision politique. Sur cette base, Don Beck a conseillé Bill Clinton, Tony Blair et Nelson Mandela, et a utilisé le modèle pour soutenir la transition vers une ère post-apartheid en Afrique du Sud. Il a reçu un prix pour cela de l'État du Texas. La spirale dynamique a été également utilisée au Moyen-Orient.
Graves n'a jamais développé de test pour sa théorie. Il doutait qu'il soit possible de développer un instrument facile à utiliser capable de mesurer exactement les niveaux d'existence mentale. Il était intéressé par la question de savoir comment les gens pensent mais n'était pas intéressé à cataloguer ce que les gens pensaient ou à évaluer.